# Louis Jouvet
Louis Jouvet (właśc. Jules Eugène Louis Jouvet; ur. 24 grudnia 1887 w Crozon, zm. 16 sierpnia 1951 w  Paryżu) – francuski aktor filmowy i teatralny oraz reżyser sceniczny.

## Zarys kariery
Występował i reżyserował na paryskich scenach: Comédie-Française, Comédie des Champs-Élysées, Théâtre Pigalle, a w czasie I wojny światowej w Nowym Jorku w Garick's Theatre.
Współpracował z Jakiem Copeau w jego Théâtre du Vieux-Colombier, a po rozpadzie tego zespołu, sam prowadził Théâtre de l'Athénée, dziś noszący jego imię.
Najważniejsze role Jouveta to m.in. tytułowe w Don Juanie i Tartuffie Moliera, Geront w Szelmostwach Skapena tego samego autora czy Chlestakow w Rewizorze Gogola. Propagował także współczesną dramaturgię, takich autorów, jak Jean Genet czy Jean Giraudoux, których wystawiał i grał role w ich sztukach.
Do uczniów Louisa Jouveta należał m.in. Giorgio Strehler.